# Veronica syriaca
Veronica syriaca är en grobladsväxtart som beskrevs av Johann Jakob Roemer och Schult.. Veronica syriaca ingår i släktet veronikor, och familjen grobladsväxter. Inga underarter finns listade i Catalogue of Life.

## Bildgalleri

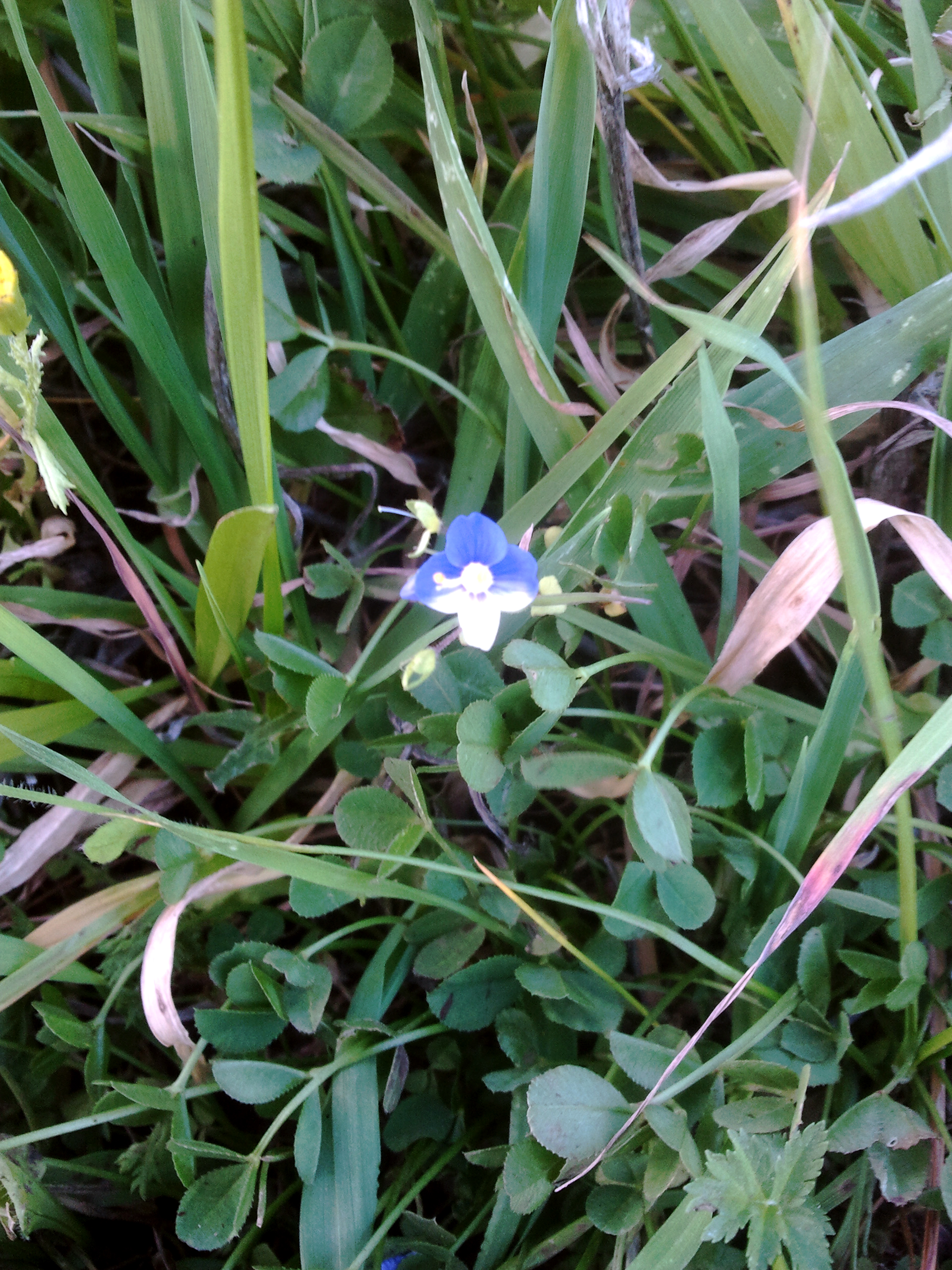
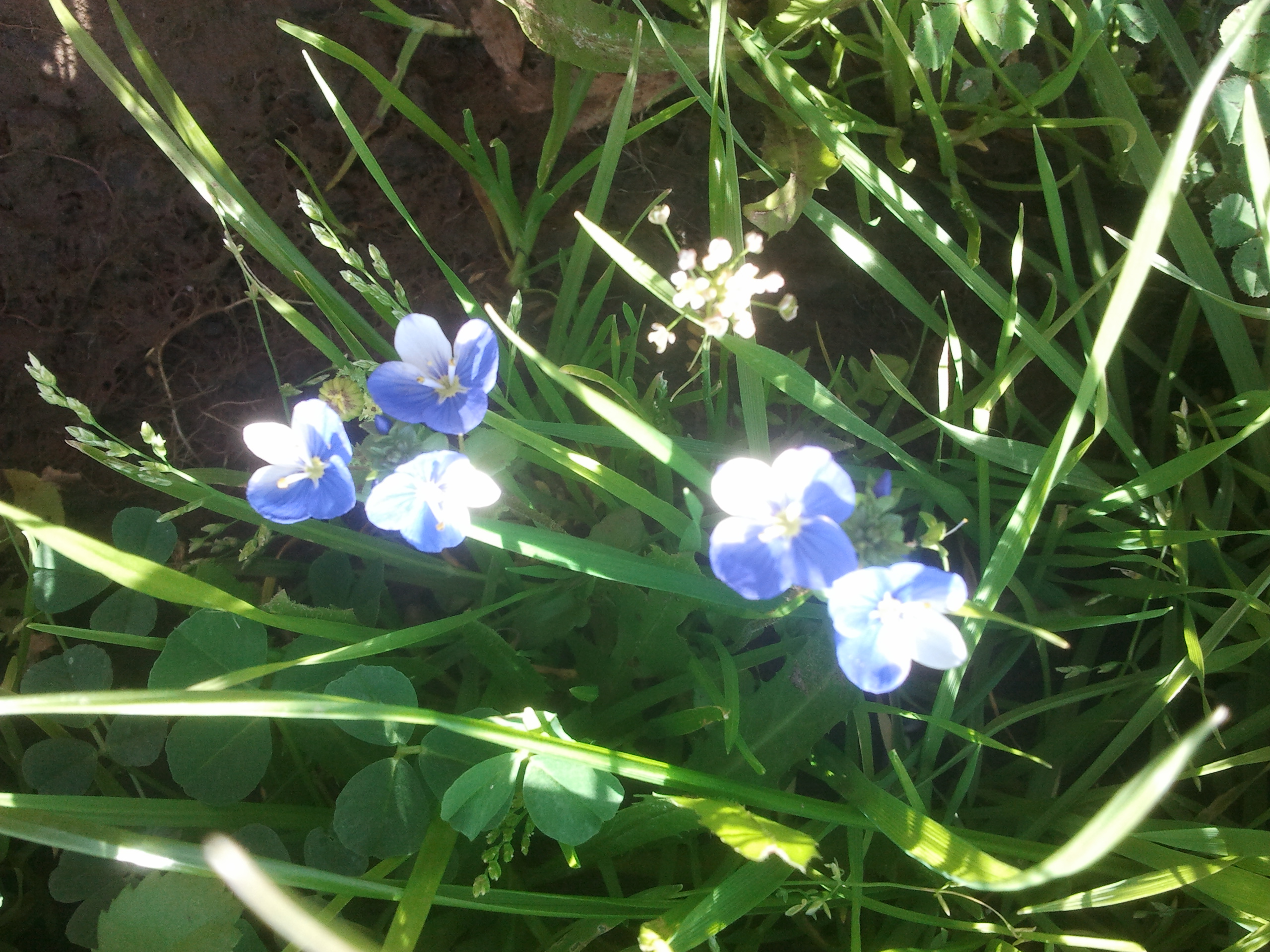
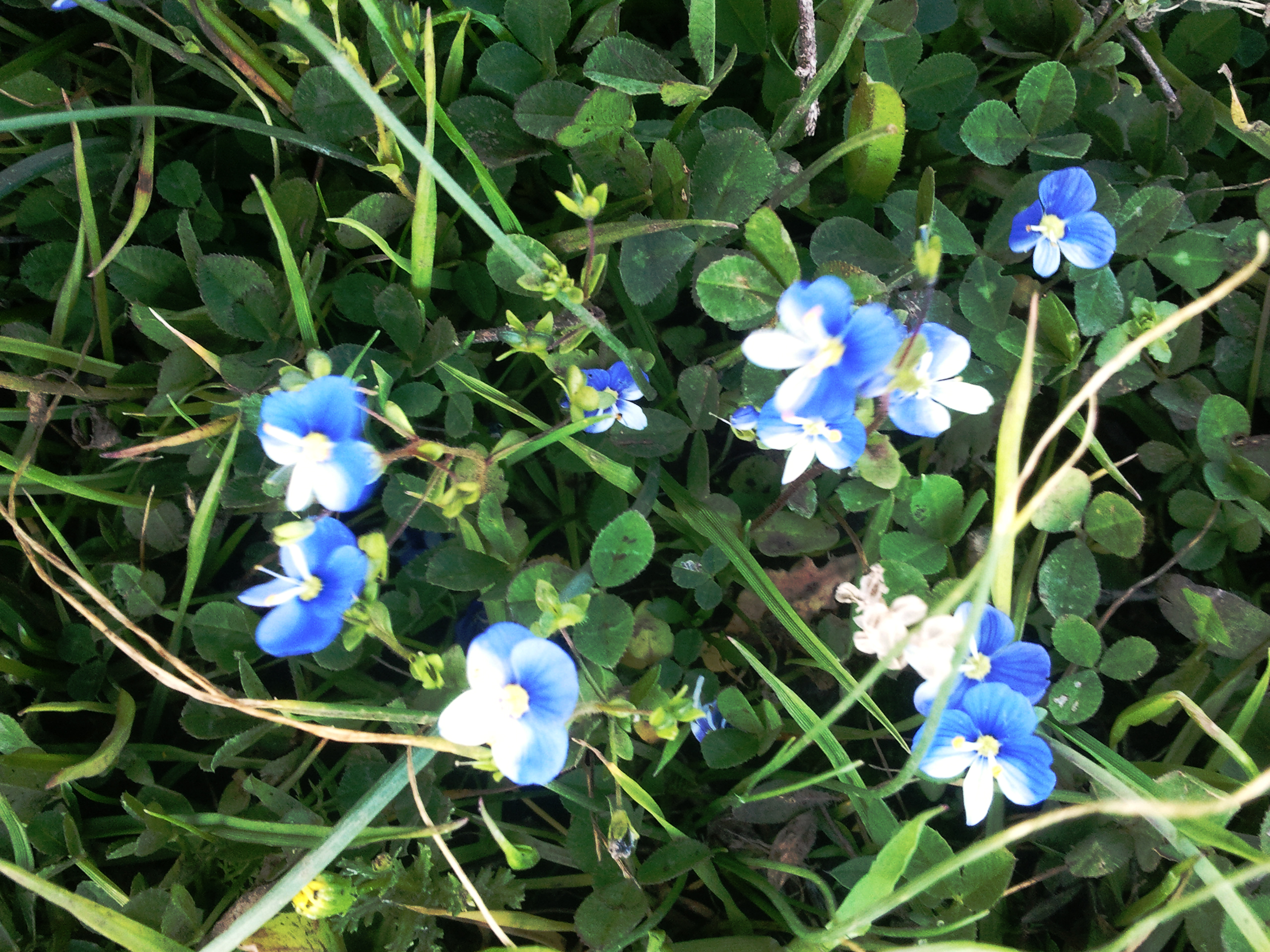
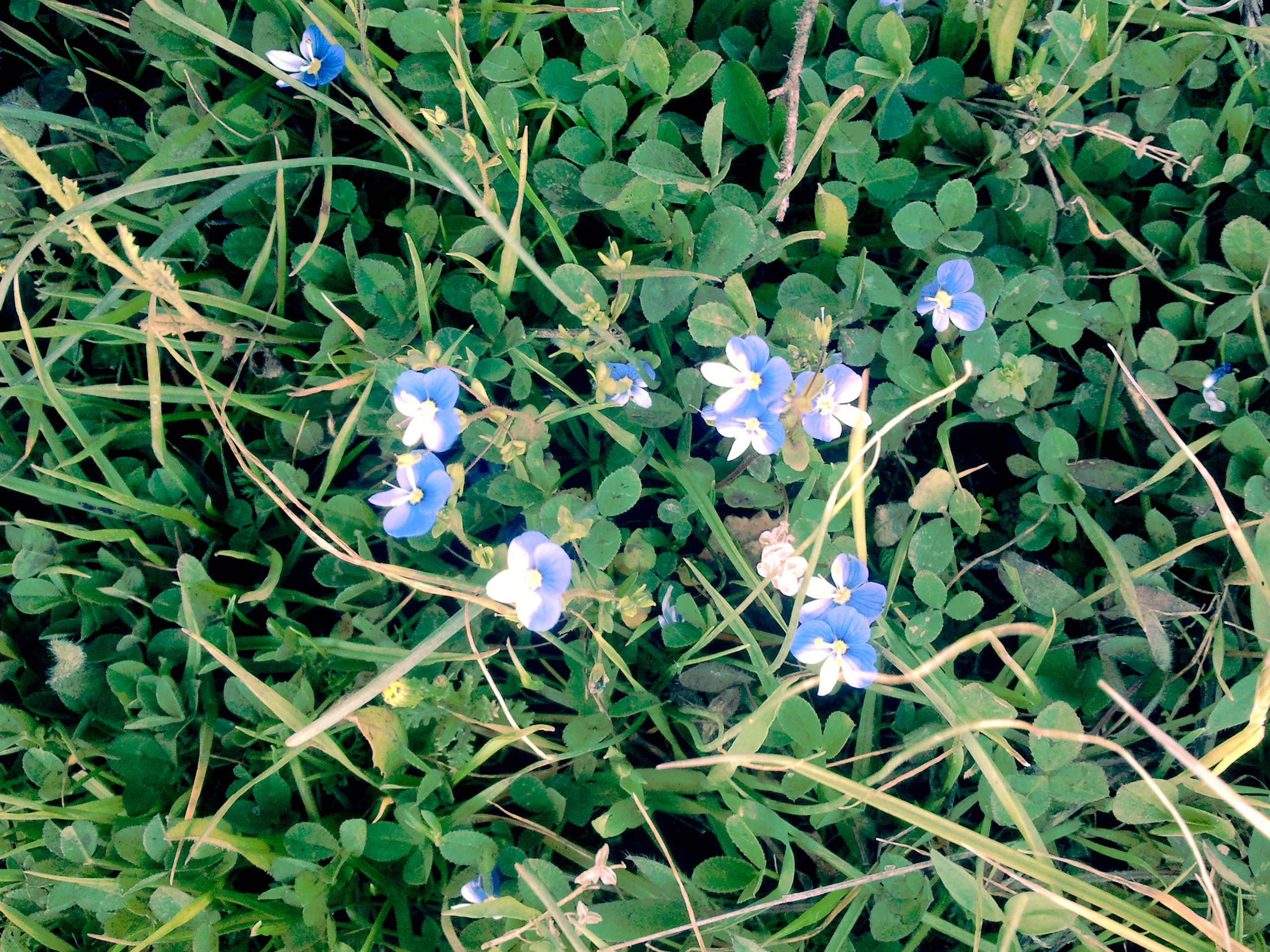
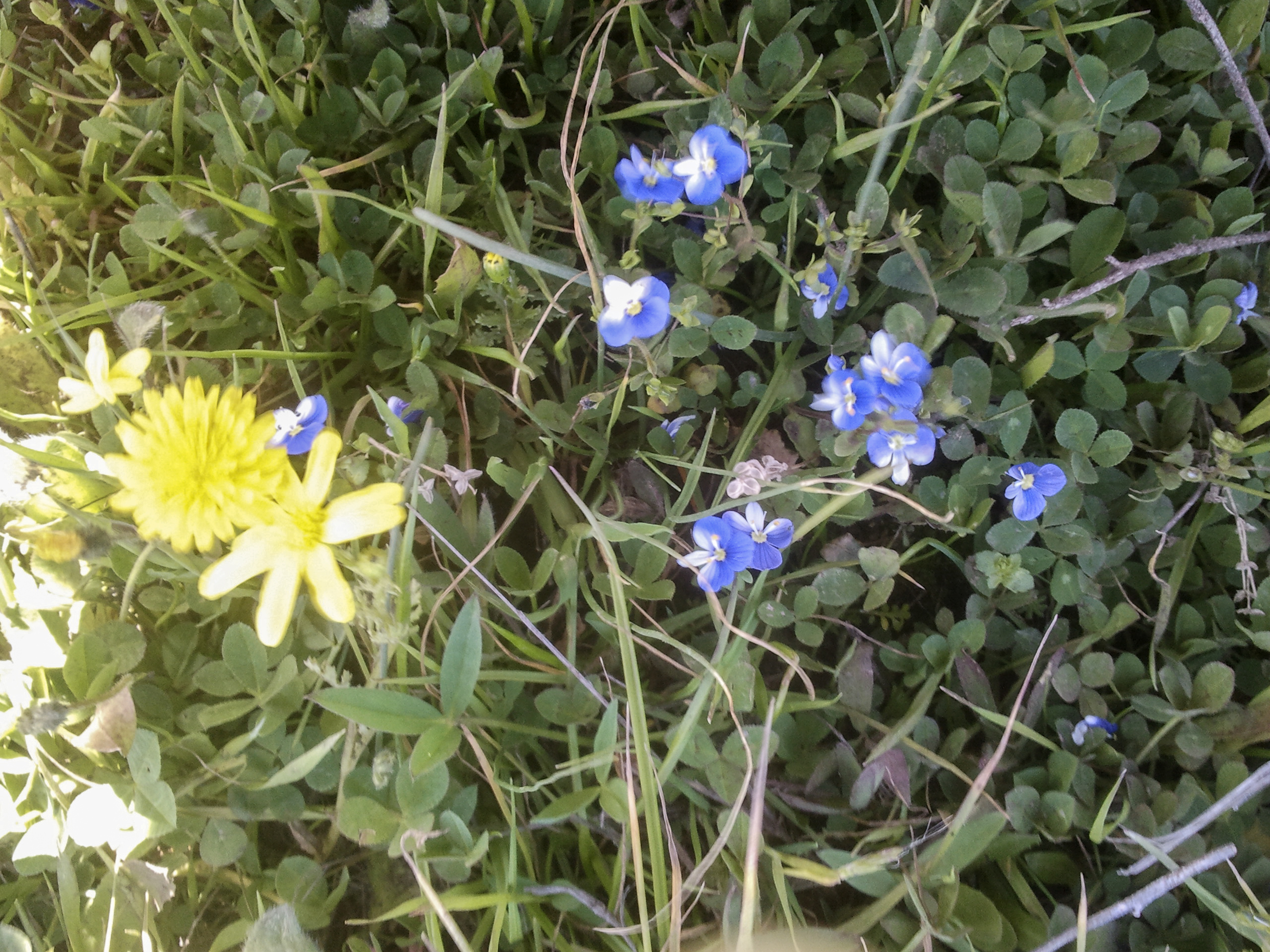
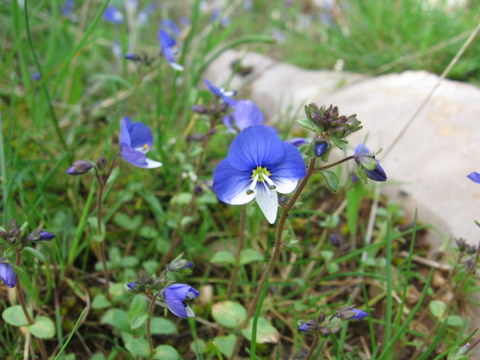